# Michael Wuliger
Michael Jonathan Wuliger (* 17. April 1951 in London) ist ein Autor und Journalist.

## Leben
Michael Wuliger wuchs in Wiesbaden auf. Als Student in Marburg war er zeitweise Mitglied des Marxistischen Studentenbunds Spartakus. Er lebt heute in Berlin und war bis 2015 Feuilletonredakteur bei der Jüdischen Allgemeinen, für die er danach als Kolumnist schrieb.

## Veröffentlichungen (Auswahl)
- Der koschere Knigge: Trittsicher durch die deutsch-jüdischen Fettnäpfchen. Fischer-Taschenbuch-Verlag, Frankfurt am Main 2009, ISBN 978-3-596-18251-0.
- zusammen mit Hanno Loewy: Shlock Shop: Die wunderbare Welt des jüdischen Kitschs. Mosse Verlag, Berlin 2005, ISBN 3-935097-05-0.
- Koscher durch die Krisen: Wuligers Wochen. Ausgewählte Kolumnen aus der „Jüdischen Allgemeinen“. Hentrich & Hentrich Verlag, Berlin/Leipzig 2020, ISBN 978-3-95565-395-8
- Kurzer Lehrgang – Als Jude unter Kommunisten in: Gisela Dachs (Hrsg.): Jüdischer Almanach – Konsens Dissens, Suhrkamp, Berlin 2022
- Schande fur di Gojim in: Gisela Dachs (Hrsg.): Jüdischer Almanach – Sex & Crime, Suhrkamp, Berlin 2019
- Kaddish for Lazar in: Thomas Wörtche (ed.): Berlin Noir, Akashic, New York 2019
- Kaddisch für Lazar in: Thomas Wörtche (Hrsg.): Berlin Noir, Culturbooks, Hamburg 2018
- Irgendwo im Nirgendwo in: Gisela Dachs (Hrsg.): Jüdischer Almanach – Familie, Suhrkamp, Berlin 2017
- What if German reunification had never happened?  in: Duncan Brack & Iain Dale (eds.) Prime Minister Corbyn and other things that never happened, Biteback, London 2016
- Wir Wendriners in: Y. Michal Bodemann und Micha Brumlik (Hrsg.) Juden in Deutschland – Deutschland in den Juden, Wallstein, Göttingen 2010
- Star und Außenseiter in: Hubert Spiegel (Hrsg.): Welch ein Leben – Marcel-Reich Ranickis Erinnerungen, dtv, München 2000